# Veo (Castellón)
Veo es una entidad de población española del municipio de Alcudia de Veo, perteneciente a la provincia de Castellón, en la Comunidad Valenciana.

## Historia
Hacia mediados del siglo XIX, el lugar, por entonces con ayuntamiento propio, tenía contabilizada una población de 402 habitantes. Aparece descrito en el decimoquinto volumen del Diccionario geográfico-estadístico-histórico de España y sus posesiones de Ultramar de Pascual Madoz con las siguientes palabras:

VEO: l. con ayunt. de la prov. de Castellon de la Plana (5 leg.) , part. jud. de Lucena (id.), aud. terr. y c. g. de Valencia (8), dióc. de Tortosa (21). sit. en las raices meridionales de un monte, á la izq. del barranco Jinquer: le baten los vientos del N., S. y O.: su clima es templado saludable. Tiene 72 casas, inclusas las del ayunt. y cárcel; escuela de niños á la que concurren 12, dotada con 150 rs.; y la igl. parr. (La Asuncion) aneja de la de Alcudia de Veo (1/4 de hora) cuyo cura le sirve, Confina el term. por N. con Suera; E, Benitandús; S. Abin, y O. Alcudia de Veo. El terreno es montuoso en toda su estension , bañado por un riach. que nace en la sierra de Espadan. Los caminos son locales, y 1 de herradura que de Onda dirige á Segorbe, El correo recibe de aquella adm, tres veces á la semana. prod.: aceite, seda, trigo, maiz, algarrobas, alubias, vino y frutas: mantiene ganado lanar y cabrio, y hay caza de conejos, liebres y perdices. ind: la agrícola; un molino harinero y 2 de aceite. pobl.: con Benitandús, 93 vec., 402 alm. cap. prod. : 317,350 rs. imp.: 28,641. contr.: el 22 por 100 de esta riqueza. Es pobl. moderna, no pasando tal vez del último tercio del siglo pasado.
(Madoz, 1849, p. 667)

El municipio de Veo desapareció de cara al censo de España de 1897, al incorporarse al de Alcudia de Veo.

## Demografía
En 2024, la entidad singular de población de Veo tenía empadronados 45 habitantes, todos ellos en el núcleo de población de ese nombre.
| Gráfica de evolución demográfica de Veo entre 1842 y 1887 |
| |
| Población de derecho según los censos de población del INE Población de hecho según los censos de población del INEEntre el censo de 1897 y el anterior, este municipio desaparece porque se integra en el municipio Alcudia de Veo. |